# Пожалования крестьян
Пожалования крестьян — элемент политики Российской империи, практиковавшийся в 1762—1801 годах.
В царствование Екатерины II дореволюционный российский историк Василий Семевский выделил три периода раздачи крестьян и имений:
- 1762—1772 — Великороссия, Малороссия и Лифляндия
- 1773—1795 — Восточная и Центральная Белоруссия
- 1795—1796 — Литва и Юго-Западный край

Количество пожалований распределяется между этими тремя периодами таким образом: на первый припадает 80 пожалований, на второй — 226, на третий — 100; в первом периоде на год в среднем приходится по 7 пожалований, во втором — по 10, в третьем в полтора года были подписаны указы о 101 пожаловании. Уже в начале правления императрицы было роздано 18 277 душ. В течение всего первого периода (1762—1772 гг.) было пожаловано 69 753 души мужского пола. Самые крупные пожалования достались графу Константину Разумовскому и братьям Орловым. Семевский писал: «К концу этого периода настолько чувствовался недостаток в имениях, пригодных для пожалования, что иной раз приходилось покупать поместья у разных лиц, чтобы немедленно после того отдать их в пожалование». Тем не менее, Василий Семевский отмечает, что «из казённых и ясачных волостей Великороссии было совершено очень немного пожалований».
В ходе разделов 1772, 1793 и 1795 годах территории Речи Посполитой были разделены между Россией, Пруссией и Австрией. На новых землях императрица Екатерина II стремилась создать опору из числа дворянства и чиновничества центральных губерний, в которых к тому моменту обострилась проблема нехватки земли. В распоряжении российских царских властей оказались крупные государственные экономии и староства, изъятые участки церковных учреждений и конфискованные владения оппозиционной шляхты.
В период времени с 1773 до середины 1795 года было роздано 200 469 душ (включая регионы, не входившие в Речь Посполитую). 18 августа 1795 года императрица за один раз подписала более 70 указов, по которым было роздано в Минской губернии, Литве, Юго-Западном крае и Остзейских губерниях 110 272 души. В годовщину восшествия на престол, 28 июня 1796 года, императрица, за четыре месяца до своей смерти, в один приём подписала 16 указов, по которым было роздано 18 183 души. Всего же указами, подписанными с 18 августа 1795 до 25 июля 1796, когда состоялся последний екатерининский указ о пожаловании, было роздано 131 856 душ.

Таким образом, подводя итоги екатерининских пожалований, можно сказать, что, как отмечает Василий Семевский: "Громадная часть пожалованій населенныхъ имѣній, сдѣланныхъ императрицею Екатериною, была произведена ею въ губерніяхъ, присоединенныхъ отъ Польши, гдѣ, по ея взглядамъ, это быть-можетъ входило въ программу политики обрусѣнія этого края; кромѣ того не мало пожалованій произведено тамъ изъ только-что секвестрованныхъ крестьянъ, гдѣ, слѣдовательно, бывшіе крѣпостные польскихъ пановъ только перемѣнили владѣльцевъ." (В. Семевский "Пожалование населенных имений при императоре Павле"). Данную практику после смерти Екатерины продолжил её сын Павел I. Он за первые 10 месяцев царствования раздал 250 тыс. душ, в 1798 году — 13 523, в 1799 — 11 359, 1800 — 7 839.
Согласно Энциклопедии истории Белоруссии 1999 года, на территории современной Восточной Белоруссии (с 1802 года — Витебская и Могилёвская губернии) в 1773—1775 годах получили в собственность крупные имения с крестьянами (или их части) 85 человек. Например, князь Григорий Потёмкин получил Кричевское староство (11 тыс. душ), граф Пётр Румянцев Гомельское староство (14 тыс. душ), граф Захар Чернышёв Чечерское староство (более 5 тыс. душ). Больших размеров были пожалования крестьян в Центральной и Западной Белоруссии. В Минской губернии разным лицам было даровано 42 299 душ, в Гродненской губернии — 33 052, в Виленской губернии — 5 319 душ мужского пола. Среди 37 человек, получивших пожалования в Минской губернии в 1773—1795 годах, было 16 генералов, 3 старших офицера, 6 сановников, 5 офицерских вдов.
Всего на белорусских землях с 1773 по 1801 год было пожаловано около 208 550 крестьян (Екатериной — 180 тыс., Павлом — 28 тыс.). Результатом этой политики стало резкое сокращение численности государственных крестьян в Белоруссии (примерно в 3 раза). Переход крестьян в крепостную зависимость отрицательно сказался на их материальном положении.
В 1801 году, уже при Александре I, раздача поместий в бывшей Речи Посполитой приостановлена, так как государственные крестьяне сопротивлялись переводу в помещичьи.